# 連江縣國大代表選舉區
連江縣國大代表選舉區是中華民國區域國民大會代表在連江縣（馬祖）的選舉區。
本選舉區原為於第一屆第一次增額國大代表選舉設置的選舉區，範圍包含連江縣（馬祖）全境，實施至中華民國第三屆國民大會止。

## 選區範圍
包括連江縣（馬祖）全境。

## 歷屆國大代表[1][2]

### 第一屆增額至第三屆
| 第1屆 增額        | 1972 |  | 曹順官 · ( 中國國民黨) |  |                        |
| 第1屆 第二次增額  | 1980 |  | 陳仁官 · ( 中國國民黨) |  |                        |
| 第1屆 第三次增額  | 1986 |  | 陳仁官 · ( 中國國民黨) |  |                        |
| 第2屆 (1992-1996) | 1991 |  | 楊綏生 · ( 中國國民黨) |  | 王慈官 · ( 中國國民黨) |
| 第3屆 (1996-2000) | 1996 |  | 曹原彰 · ( 新黨)       |  | 陳雪生 · ( 中國國民黨) |